# Mylothris carcassoni
Mylothris carcassoni är en fjärilsart som beskrevs av Van Son 1948. Mylothris carcassoni ingår i släktet Mylothris och familjen vitfjärilar. Inga underarter finns listade i Catalogue of Life.